# Actual (festival)
Actual es un festival de música, cine y artes que se celebra en Logroño (La Rioja, España) la primera semana de cada año, de forma ininterrumpida desde 1991 y organizado por el Gobierno de La Rioja. Es muy conocido por ser el primer festival del año en España. Su programa suele estar encabezado por conciertos de música contemporánea, aunque también ofrece muestras de cine, teatro, danza, pintura o arte contemporáneo.
El festival apuesta por un formato centrado en los grandes conciertos, el teatro en escenarios poco convencionales, la proyección de cine en versión original, actividades para el público familiar o exposiciones.

## Historia
El 2 de enero de 1991, tuvo lugar la primera edición de este festival, que pasó entonces a sustituir al Iberpop (Muestra Nacional de Nuevos Panoramas) que se había celebrado durante los seis años anteriores. El festival nació como un Escenario de Culturas Contemporáneas (es su eslogan desde su nacimiento) y en sus primeras ediciones contó con eventos, conciertos y actividades culturales repartidas por toda la geografía riojana. Desde 1995, se concentró en Logroño.
Con el paso de los años ha adquirido prestigio por haber dado a conocer artistas nacionales e internacionales cuando comenzaban su carrera y se ha consolidado como uno de los festivales de música y culturales más reconocidos en el panorama español. Desde la edición de 2013, ha tenido como uno de sus principales objetivos impulsar grupos musicales y artistas riojanos, dotándoles de mayor presencia en su cartela a través del certamen Guerra de Bandas.
Desde su primera edición, ha ofrecido una diversa oferta cultural, con la música y el cine independiente como protagonistas. Conforme han ido avanzando las ediciones, la oferta musical ha ido haciéndose más diversa: al indie, rock y pop de los orígenes, se han ido sumando otros géneros como el jazz, soul, música electrónica, country o reguetón.
Además de la música, otras disciplinas como las artes plásticas, el teatro, micro-teatro, danza, o video-danza han ido ganando protagonismo en el cartel. Aun así, y a pesar de apostar también por artistas reconocidos, mantiene su esencia de explorar y visibilizar nuevos estilos, corrientes y diversidad artística.
El festival ha ido evolucionando y ha abandonado su esencia de ser un escenario de culturas contemporáneas  y ha derivado hacia un enfoque más comercial, con artistas ya consagrados (como Zahara, Amaral o Carolina Durante). En su trigésima edición (2020), marca un cambio de rumbo y pretende volver a sus orígenes: promocionar artistas alternativos, desconocidos y con potencial artístico. Además, busca crear un nuevo modelo de festival con el objetivo de captar a un público más joven, introduciendo nuevos estilos y formatos musicales.
En toda su historia, el festival ha visto peligrar su celebración en dos ocasiones. En 2013, el contexto de crisis económica en España hicieron que se barajase su celebración de forma bienalizada, aunque finalmente salió adelante mediante una solución de colaboración público-privada que propició también la experimentación con otros formatos escénicos. En 2021, la emergencia sanitaria por el COVID-19 estuvo a punto de obligar a los organizadores a cancelarlo, pero finalmente se celebró. El festival se adaptó a las medidas sanitarias y de seguridad por la pandemia, adelantó los horarios por el toque de queda y ofreció un cartel mucho más reducido y con mayor protagonismo de artistas locales. En esta edición (XXI), dos espectáculos tuvieron que ser suspendidos por el confinamiento preventivo de los miembros de la compañía teatral que los producía.
Lejos ya de esos avatares, las ediciones de 2024 y 2025, con gran éxito de asistencia, han retomado la idea de que el festival sea un "escenario de culturas contemporáneas" y han asentado un modelo en el que las actividades se suceden en la capital riojana a lo largo de todo el día y destinadas a todo tipo de públicos.

## Localizaciones
El Actual se desarrolla en distintos espacios simbólicos de la ciudad de Logroño, tanto públicos como privados. Los conciertos principales suelen tener lugar en el Palacio de los Deportes de La Rioja y el Riojaforum; y lo ciclos de cine en V.O. en el Teatro Bretón de los Herreros y en la Filmoteca Rafael Azcona.
El festival pretende visibilizar y fomentar el patrimonio arquitectónico y cultural de la ciudad, por lo que otros eventos programados se organizan en localizaciones de valor histórico como Las Bodegas Franco-Españolas, La Gota de Leche, el Círculo Logroñés, la biblioteca Rafael Azcona, el Espacio Lagares o la capilla de la antigua Beneficencia.

## Música
Casi todos los géneros musicales tienen cabida en este festival, desde el rock al flamenco, pasando por el hip hop o la música electrónica.
Algunos de los grupos y cantantes que han pasado por este festival desde sus inicios son Celtas Cortos, Black Egypt, Antonio Vega, Aviador Dro, Los Rodríguez, Platero y Tú, Revólver, Los Secretos, Raimundo Amador, Luz Casal, Rosana, Ella Baila Sola, Los Planetas, Carlos Núñez, Ska-P, Dover, Reincidentes, La Oreja de Van Gogh, La Cabra Mecánica, Estopa, Mala Rodríguez, Orishas, Chambao, Enrique Bunbury, Muchachito Bombo Infierno, Violadores del Verso, Asian Dub Foundation, Superelvis, Café Quijano, Albert Pla, Vetusta Morla, Facto Delafé o el grupo revelación cántabro Repion.
Desde la edición XXIII (2013), lanza el concurso Guerra de Bandas, con el propósito de fomentar el talento entre grupos y cantantes emergentes. Este certamen está abierto a artistas, grupos o solistas que desarrollan su carrera en España o Portugal. El premio, además de una dotación económica, consta de un lugar en la programación de la próxima edición.

## Cine
Las películas que se proyectan en Actual se enmarcan dentro del cine independiente y se caracterizan por haber sido previamente reconocidas por la crítica internacional. Se emiten en versión original subtitulada al castellano y abarcan muchos géneros: drama psicológico, biográfico, familiar, suspenso, comedia y documental.
Además, se han realizado programaciones complementarias, como una Maratón de Cine, sesiones matinales y nocturnas de cine y diversas proyecciones de cortometrajes que incluyen el Certamen de Cortos (desde 2005) organizado por el café Bretón, o cortos clásicos animados con música en vivo. También han sido habituales los encuentros con los equipos artísticos de las películas y mesas redondas.

## Artes
Cada edición del festival va acompañada de exposiciones de fotografía, pintura, escultura, cómics y otros géneros.
Junto a estas exposiciones, suelen programarse otras iniciativas como talleres e intervenciones artísticas, mesas redondas o una diversa programación de teatro o monólogos. Algunos espacios en los que se representan estas actividades son disruptivos y creados para la ocasión. En 2014, por ejemplo, se instalaron contenedores de carga marítimos en la Plaza del Mercado de Logroño, junto a la Concatedral de La Redonda. En el interior de estos espacios, un reducido número de personas asistió a la representación de pequeñas piezas de música, teatro o danza.  En el mismo sentido, desde 2015 existe un ciclo de microteatro en espacios no convencionales con el título de "escenario insólito".
Además, en los últimos años el festival se ha inaugurado con espectáculos en la calle como exhibiciones de parkour, realización de grafitis o espectáculos de interpretación y performances, como el The Rocky Horror Picture Show que abrió la edición de 2015.

## Espectadores
| Edición | Número de espectadores |
| ------- | ---------------------- |
| 2008    | 35 000                 |
| 2011    | 20 000                 |
| 2012    | 26 000                 |
| 2013    | 16 514                 |
| 2014    | 20 339                 |
| 2015    | 34 600                 |
| 2016    | 28 000                 |
| 2017    | 24 000                 |
| 2018    | 29 000                 |
| 2019    | 30 000                 |
| 2020    | 25 000                 |
| 2021    | 11 669                 |
| 2022    | 17 000                 |
| 2023    | 27 000                 |
| 2024    | más de 30 000          |
| 2025    | más de 35 000          |

## Anexo
- Anexo: Grupos que han participado en Actual